# Chlor(dimethylsulfid) zlatný
Chlor(dimethylsulfid) zlatný je komplexní sloučenina se vzorcem (CH3)2SAuCl, bílá pevná látka, používaná na přípravu dalších komplexů zlata.

## Struktura
Podobně jako u řady dalších zlatných komplexů je molekula téměř lineární (vazebný úhel činí 176,9°). Délka vazby Au-S činí 227,1(2) pm, podobná jako u jiných vazeb Au+-S.

## Příprava
Chlor(dimethylsulfid) zlatný je možné zakoupit, nebo připravit rozpuštěním zlata v lučavce královské (čímž vznikne kyselina chlorozlatitá), a přidáním dimethylsulfidu. Jako zdroj zlatitých iontů lze také použít tetrachlorozlatitan sodný.
Bromidový analog, Me2SAuBr, se dá připravit podobně.
Reakce probíhá podle této rovnice:
HAuCl4 + 2 SMe2 + H2O → Me2SAuCl + 3 HCl + OSMe2
Příprava začíná u kovového zlata v DMSO / koncentrované HCl (1:2), kde DMSO slouží jako oxidační činidlo a vzniklý Me2S jako ligand; jako vedlejší produkt se vytváří HAuCl4·2 DMSO.

## Reakce
Dimethylsulfidový ligand lze snadno nahradit jinými:
Me2SAuCl + L → LAuCl + Me2S (L = ligand)
Těkavost Me2S mnohdy usnadňuje přečišťování komplexu LAuCl.
Chlor(dimethylsulfid) zlatný se při vystavení světlu nebo vzduchu, případně zahřátím, rozkládá na elementární zlato.